# Ляпунов, Иван Афанасьевич
Ива́н Афана́сьевич Ляпуно́в (17 мая 1917 — 10 марта 1997) — старший сержант Красной армии, участник Великой Отечественной войны. Полный кавалер ордена Славы.

## Биография
Родился в 1917 году в волостном селе Вожгора Архангельской губернии (ныне Архангельская область). После окончания 4-х классов школы устроился работать в колхоз. В Красной армии с 1938 года. В 1939 году участвовал в польском походе Красной армии.
С августа 1941 года на фронте Великой Отечественной войны. Во время одного из боёв был тяжело ранен. С осени 1942 года снова на передовой.
В ноябре 1943 года, во время переправы через Днепр в Гомельской области, первым в полку переправился через реку, однако у берега плот был разрушен. На руках вытащив оружие, артиллеристы оборудовали свои позиции и начали вести огонь по противнику, повредив два вражеских танка. Также участвовал в боях за расширение плацдарма.
В декабре того же года вблизи деревни Пруженица (Гомельская область) при отражении атаки противника вся батарея (кроме одного орудия и двух бойцов) была уничтожена. Во время боя Иван Ляпунов был ранен в голову, однако продолжал вести бой и повредил три танка противника. Был представлен к званию Героя Советского Союза, однако 12 февраля 1944 года был награждён орденом Славы 3-й степени.
После выздоровления вновь вернулся в строй. Участвовал в освобождении Люблина, Лодзи и Варшавы, также форсировал Вислу. За эти бои был награждён орденом Красной Звезды.
В феврале 1945 года в боях на подступах к Франкфурту-на-Одере Иван Ляпунов уничтожил две повозки с боеприпасами, противотанковое орудие, вражеский пулемёт и около взвода пехоты противника. 23 марта 1945 года был награждён орденом Славы 2-й степени.
В период с 16 по 20 апреля 1945 года во время прорыва обороны противника на левом берегу Одера расчёт Ивана Ляпунова уничтожил 4 тяжёлых пулемёта и рассеял около взвода пехоты противника. 21 апреля во время форсирования Шпрее рассеял и истребил около взвода пехоты противника и подавил две пулемётные точки. Участвовал во взятии Фюрстенвальде. 31 мая 1945 года был награждён орденом Славы 1-й степени.
Демобилизовался летом 1946 года. Вернулся в родную деревню, работал в колхозе (последняя должность — председатель колхоза). После расформирования колхоза был управляющим отделением совхоза «Вожгорский». В 1971 году вышел на пенсию. В 1975 году переехал в Северодвинск.
Умер 10 марта 1997 года в Северодвинске, похоронен там же.

## Семья
У Ивана Ляпунова есть дочь — Галина Увакина.

## Награды
Иван Афанасьевич Ляпунов был награждён следующими наградами:
- Орден Отечественной войны 1-й степени (1 марта 1985)[3];
- Орден Красной Звезды (1943)[4];
- Орден Славы 1-й степени (31 мая 1945 — № 437)[5];
- Орден Славы 2-й степени (23 марта 1945 — № 30250)[6];
- Орден Славы 3-й степени (12 февраля 1944 — № 56608)[7];
- ряд медалей[1].